# Жданов, Андрей Иванович
Андре́й Ива́нович Жда́нов (1904—1979) — чабан, Герой Социалистического Труда (1949).

## Биография
Андрей Жданов родился 6 ноября 1904 года в селе Малая Джалга (ныне — Апанасенковский район Ставропольского края). С двенадцатилетнего возраста работал пастухом овец. С 1932 года работал на конном заводе имени Будённого в Сальском районе Ростовской области.
В послевоенные годы участвовал в выведении новой породы тонкорунных овец — Сальских мериносов. Особенных успехов он добился в 1948 году, получив от 817 закреплённых за ним голов тонкорунных овец по 6,5 килограммов шерсти от каждой и 132 ягнят на каждые 100 маток.
Указом Президиума Верховного Совета СССР от 26 июля 1949 года был удостоен высокого звания Героя Социалистического Труда с вручением ордена Ленина и медали «Серп и Молот».
Умер 23 февраля 1979 года, похоронен на кладбище посёлка Конезавод имени Будённого.
Был также награждён орденом Трудового Красного Знамени и рядом медалей.